# Epanalepsa
Epanalepsa (gr. ἐπανάληψις epanálēpsis, łac. resumptio, pol. powtórzenie bezpośrednie) – figura retoryczna, powtórzenie na końcu wypowiedzi wyrazu lub grupy wyrazów, które znajdują się na jej początku, np. ang. The king is dead, long live the king.